# Afrika Mamas
Afrika Mamas est un groupe de chanteuses zouloues chantant a cappella, et créé en 1998. 

## Composition du groupe
À sa création, le groupe rassemble six chanteuses ayant un passé de choristes ou de musiciennes au sein d'autres formations :  Jabu Dube et Ntombi Lushaba (toutes deux nées à Kwa- Mashu, Durban), Mso Sabela (originaire d'Empangeni), Bhe Shandu (Eshowe), Sister Zungu et Ntombi Mtshali (Johannesburg). Par la suite, une septième chanteuse les rejoint.

## Style musical
Le groupe a été fortement inspiré par Ladysmith Black Mambazo, et s'inscrit dans le mouvement Isicathamiya, avec une imprégnation de musique urbaine relevant du style Maskandi. Les thèmes de leur chansons traduisent leurs expériences sociales, la vie dans le KwaZulu, et leurs revendications pour l'égalité des droits des femmes et à la possibilité qu'elles travaillent même lorsqu'elles ont des enfants. Dans « Uwalbishi » (enregistré ultérieurement dans Iphupho) ces chanteuses toutes célibataires dénoncent la polygamie et incitent les Sud-Africaines à ne rien attendre des hommes mais de tenter d'organiser leurs vies par elles-mêmes.

## Carrière
Se produisant ans la plupart des festivals d'Afrique du Sud, le groupe a une carrière internationale, avec des tournées en Chine, en Allemagne, en Belgique, aux Pays-Bas, au Royaume-Uni, en Espagne, en Italie et en Suède ainsi qu'au Burkina Faso, en Côte d'Ivoire et en Namibie.

## Discographie
- 2000 :Afrika Mamas chez Woema Music.
- 2007 : Bayalibuza, produit par la danseuse et chanteuse Mandisa Dlanga (SBME Africa)
- 2010 : participation à South african traditional folk music
- 2018 :Iphupho (The dream song) a été enregistré en 2018 dans le Studio de Sibongiseni Shabalala, membre de Ladysmith Black Mambazo. Il a été produit par Maghinga Radebe[2].
- 2019 : Llanga,  LBM Records